# Đường hầm Bratislava
Đường hầm Bratislava (tiếng Slovakia: Bratislavský tunel) là một đường hầm xe điện nằm dưới đỉnh Hradný ở thủ đô Bratislava của Slovakia. Chiều dài của đường hầm này là 792 mét.

## Lịch sử
Ý định xây dựng đường hầm dưới đỉnh Hradný bắt đầu từ năm 1929. Lúc bấy giờ, một cuộc thi quốc tế được tổ chức để tìm kiếm một giải pháp đường sắt cho thành phố và các đô thị xung quanh. Hai đề xuất cạnh tranh, trong đó một đề xuất được trao giải và đề xuất còn lại được mua, cũng bao gồm giải pháp kết nối trung tâm với bờ kè sông Danube dưới dạng đường hầm nằm dưới lâu đài để tạo thuận lợi cho giao thông ở trung tâm thành phố và đưa các khu vực đông dân cư của thành phố đến gần các quận trên bờ kè sông Danube. Ngoài ra, đường hầm này cũng giúp rút ngắn chiều dài của các tiện ích (bao gồm nước, cống rãnh, đường dây điện).
Việc xây dựng đường hầm Bratislava bắt đầu trong chiến tranh của Cộng hòa Slovakia vào tháng 9 năm 1943. Đường hầm này được đào theo phương pháp đào đường hầm của Áo, được hoàn thành và đi vào hoạt động vào ngày 4 tháng 7 năm 1949. Tổng chi phí xây dựng lên tới 145 triệu Koruna Tiệp Khắc. Tuy nhiên, do độ thông thoáng của đường hầm Bratislava không được đảm bảo, lưu lượng xe ngày càng đông và cường độ chiếu sáng thấp nên người đi bộ dần dần ngừng sử dụng đường hầm. Xe buýt vận tải công cộng cũng chạy qua đường hầm trong các giai đoạn 1952 - 1972 và 1974 - 1981. Đường hầm Bratislava được làm lại thành đường xe điện từ năm 1981 đến năm 1983.